# Alberto de Quintana y Combis
Alberto de Quintana y Combis (Torroella de Montgrí, 1834-Gerona, 1907) fue un terrateniente, político y poeta español.

## Biografía
Nacido en la localidad gerundense de Torroella de Montgrí el 28 de noviembre de 1834. Fue laureado como poeta en varios certámenes y en los juegos florales de Barcelona en los años 1859, 1860, 1869 y 1870. En 1870 publicó en La Bisbal, imprenta de J. Gener, la «Cansó del compte d’Urgell en Jaume», que le fue premiada en los juegos florales. Publicó diversas poesías con el seudónimo «Lo cantor del». Fue nombrado en 1873 delegado de la Exposición Universal de Viena y en 1878 formó parte de la Comisaría Regia para representar a España en la Exposición Universal de París. Terrateniente, como político fue varias veces diputado por la provincia de Gerona, entre otros cargos. Falleció el 17 de marzo de 1907 en Gerona.